# Lista de bolas oficiais da Copa Libertadores
A partir da Copa Libertadores de 2024, a bola oficial da competição é produzida pela Puma. Desde a década de 90 até 2001, a bola foi fabricada pela Penalty. Depois, a partir de 2002 foi produzida pela Nike.
| Copas       | Fornecedora | Bola Oficial       | Observações                            | Imagem | Ref   |
| ----------- | ----------- | ------------------ | -------------------------------------- | ------ | ----- |
| 1991        | Penalty     | Brasil             |                                        |        | [ 1 ] |
| 1992        | Penalty     | Brasil             |                                        |        | [ 1 ] |
| 1993        | Penalty     | Brasil             |                                        |        | [ 1 ] |
| 1994        | Penalty     | Brasil             |                                        |        | [ 1 ] |
| 1995        | Penalty     | Brasil             |                                        |        | [ 1 ] |
| 1996        | Penalty     | Brasil             |                                        |        | [ 1 ] |
| 1997        | Penalty     | Brasil             |                                        |        | [ 1 ] |
| 1998        | Penalty     | Brasil             |                                        |        | [ 1 ] |
| 1999        | Penalty     | Brasil             |                                        |        | [ 1 ] |
| 2000        | Penalty     | World Premium      |                                        |        | [ 1 ] |
| 2001        | Penalty     | World Premium      |                                        |        | [ 1 ] |
| 2002        | Nike        | Geo Merlin         |                                        |        | [ 1 ] |
| 2003        | Nike        | Geo Merlin II      |                                        |        | [ 1 ] |
| 2004 - 2005 | Nike        | Total 90 Aerow     | Mesma bolas usadas para a Copa América |        | [ 1 ] |
| 2006        | Nike        | Mercurial Vapor    |                                        |        | [ 1 ] |
| 2007        | Nike        | Total 90 Aerow II  |                                        |        | [ 1 ] |
| 2008        | Nike        | Mercurial Vapor II |                                        |        | [ 1 ] |
| 2009        | Nike        | Total 90 Omni      |                                        |        | [ 1 ] |
| 2010        | Nike        | Total 90 Ascente   |                                        |        | [ 1 ] |
| 2011        | Nike        | Total 90 Tracer    | Mesma bolas usadas para a Copa América |        | [ 1 ] |
| 2012        | Nike        | Seitiro Hivis      |                                        |        | [ 1 ] |
| 2013        | Nike        | Strike Copa        |                                        |        | [ 1 ] |
| 2014        | Nike        | Ordem              |                                        |        | [ 1 ] |
| 2015        | Nike        | Ordem II           | Mesma bolas usadas para a Copa América |        | [ 1 ] |
| 2016        | Nike        | Ordem III          |                                        |        | [ 1 ] |
| 2017        | Nike        | Ordem IV           |                                        |        | [ 1 ] |
| 2018        | Nike        | Ordem V            |                                        |        | [ 1 ] |
| 2019        | Nike        | Merlin             |                                        |        | [ 1 ] |
| 2020        | Nike        | Merlin             |                                        |        | [ 1 ] |
| 2021        | Nike        | Flight             | Mesma bolas usadas para a Copa América |        | [ 1 ] |
| 2022        | Nike        | Flight             |                                        |        | [ 1 ] |
| 2023        | Nike        | Flight             |                                        |        | [ 1 ] |
| 2024        | Puma        | Orbita             |                                        |        | [ 2 ] |
| 2024        | Puma        | Cumbre             | Mesma bolas usadas para a Copa América |        | [ 3 ] |
| 2025        | Puma        | Cumbre             |                                        |        | [ 4 ] |